# 马利斯 (希腊)
马利斯（英語：Malians (Greek tribe)）。希腊一历史地名。亦为希腊一个古代部落名称。以河流为名。该地以德墨忒尔神庙而闻名于世。公元前5世纪与斯巴达发生联系，后为其所控制。公元前3世纪成为科林斯同盟成员并发挥作用。